# Дочь Сопея
Дочь Сопея — дочь знатного боспорца Сопея, породнившегося с царём Сатиром I; вероятно, жена Левкона I.
О дочери Сопея известно из речи, составленной в начале IV века до н. э. афинским ритором Исократом. Влиятельный боспорец Сопей (по предположению В. Ф. Гайдукевича и Е. А. Молева, вероятно, эллинизировавшийся варвар) занимал высокое положение во времена правления Сатира I, но по обвинению в заговоре был заключён под стражу. Впоследствии была установлена полная невиновность Сопея и он вернул расположение царя. Более того, Сатир I женил собственного сына на дочери своего приближённого, чем возвысил того более прежнего. По оценке авторов хрестоматии «Древняя Русь в свете зарубежных источников», сообщение о подобном союзе представляет собой «совершенно невероятное известие», так как во времена Спартокидов внутридинастические браки заключались, как правило, между кровными родственниками. По предположению Гайдукевича и Сапрыкина С. Ю., мужем для дочери Сопея стал, видимо,  Левкон I.